# Quills - La penna dello scandalo
Quills - La penna dello scandalo (Quills) è un film del 2000 diretto da Philip Kaufman, con protagonista Geoffrey Rush.

## Trama
XVIII secolo. Francia. Il marchese francese De Sade scrive romanzi pornografici che fanno grande scandalo fra la popolazione parigina e l'imperatore Napoleone stesso. Il marchese, chiuso in un manicomio, si fa aiutare per la pubblicazione dei suoi libri perversi, dalla bella Madeleine, una lavandaia che ha la madre cieca.
Le continue pubblicazioni dei libri del marchese scateneranno la furia dell'inquisizione e della censura, che vieta assolutamente la diffusione di quei testi. Ma tramite delle voci, il marchese (che oltre ad essere scrittore è anche drammaturgo) viene a sapere che un censore ha avuto tensione sessuale con una minorenne allevata dalle suore e ne realizza un dramma teatrale che suscita scandalo fra i presenti. Nonostante le suppliche dell'Abbé de Coulmier il marchese continua a scrivere i suoi racconti, fino a quando l'abate non fa tagliare la lingua a De Sade. Il marchese morirà dopo aver ingoiato un rosario mentre lo stesso abate, per la morte del marchese e di Madeleine, assassinata da uno schizofrenico del manicomio, impazzisce, venendo a sua volta rinchiuso e cominciando a scrivere egli stesso dei racconti di perversione.

## Riconoscimenti
- 2001 - Premio Oscar
  - Candidatura al miglior attore protagonista a Geoffrey Rush
  - Candidatura alla miglior scenografia ad Martin Childs e Jill Quertier
  - Candidatura ai migliori costumi a Jacqueline West
- 2001 - Golden Globe
  - Candidatura al miglior film drammatico
  - Candidatura al miglior attore in un film drammatico a Geoffrey Rush
- 2001 - Premio BAFTA
  - Candidatura al miglior attore protagonista a Geoffrey Rush
  - Candidatura alla miglior scenografia ad Martin Childs e Jill Quertier
  - Candidatura ai migliori costumi a Jacqueline West
  - Candidatura al miglior trucco e acconciature ad Peter King e Nuala Conway
- 2001 - Screen Actors Guild Awards
  - Candidatura al miglior attore a Geoffrey Rush
  - Candidatura alla miglior attrice non protagonista a Kate Winslet
- 2000 - National Board of Review Awards
  - Miglior film
  - Miglior attore non protagonista a Joaquin Phoenix
- 2001 - Kansas City Film Critics Circle Awards
  - Miglior attore protagonista a Geoffrey Rush
- 2001 - Satellite Awards
  - Miglior attore in un film drammatico a Geoffrey Rush
  - Migliore sceneggiatura non originale a Doug Wright
  - Candidatura al miglior film drammatico
  - Candidatura al miglior regista a Philip Kaufman
  - Candidatura alla miglior attrice non protagonista a Kate Winslet